# Tomocerus botanicus
Tomocerus botanicus is een springstaartensoort uit de familie van de Tomoceridae. De wetenschappelijke naam van de soort is voor het eerst geldig gepubliceerd in 1962 door Cassagnau.